# Nunataki Kulisnyje
Die Nunataki Kulisnyje (Transkription von russisch Нунатаки Кулисные ‚Kulissen-Nunatakker‘) sind eine Gruppe von Nunatakkern im ostantarktischen Mac-Robertson-Land. In den Prince Charles Mountains ragen sie unmittelbar westlich des Mitchell Ridge in den Goodspeed-Nunatakkern auf.
Russische Wissenschaftler benannten sie.